# Australian Open 2011 - Doppio femminile in carrozzina
Florence Gravellier e Aniek van Koot erano i detentori del titolo, ma solo van Koot ha partecipato.
van Koot ha fatto coppia con Jiske Griffioen, ma ha perso in finale contro Esther Vergeer e Sharon Walraven 0–6, 2–6.

## Teste di serie
1. Esther Vergeer /  Sharon Walraven (campionesse)
2. Aniek van Koot /  Jiske Griffioen (finale)

## Tabellone

### Legenda
| - Q = Qualificato - WC = Wild card - LL = Lucky loser | - ALT = Alternate - SE = Special Exempt - PR = Protected Ranking | - w/o = Walkover - r = Ritirato - d = Squalificato |

### Finali
|  | Semifinali | Semifinali                      | Semifinali                      | Semifinali | Semifinali |  |  | Finale | Finale                         | Finale                         | Finale | Finale |  |
|  |            |                                 |                                 |            |            |  |  |        |                                |                                |        |        |  |
|  | 1          | Esther Vergeer Sharon Walraven  | Esther Vergeer Sharon Walraven  | 6          | 7          |  |  |        |                                |                                |        |        |  |
|  |            | Jordanne Whiley Daniela di Toro | Jordanne Whiley Daniela di Toro | 3          | 6(2)       |  |  | 1      | Esther Vergeer Sharon Walraven | Esther Vergeer Sharon Walraven | 6      | 6      |  |
|  |            | Marjolein Buis Annick Sevenans  | Marjolein Buis Annick Sevenans  | 6(4)       | 6(5)       |  |  | 2      | Aniek van Koot Jiske Griffioen | Aniek van Koot Jiske Griffioen | 0      | 2      |  |
|  | 2          | Aniek van Koot Jiske Griffioen  | Aniek van Koot Jiske Griffioen  | 7          | 7          |  |  |        |                                |                                |        |        |  |